# Hadena jocosa
Hadena jocosa är en fjärilsart som beskrevs av William Schaus 1894. Hadena jocosa ingår i släktet Hadena och familjen nattflyn. Inga underarter finns listade i Catalogue of Life.